# Уи Бътър дъ Бред уит Бътър
„Уи Бътър дъ Бред уит Бътър“ (на английски: We Butter the Bread with Butter, в превод „Ние мажем хляба с масло“) е немска метълкор група. Характерни за нея са силно застъпените елементи на електронна музика. Основана е през 2007 г. от китариста Марсел Нойман и вокалиста Тобиас Шултка. Първоначално е замислена като шега, но впоследствие прераства в по-сериозен музикален проект.

## Дискография

### Студийни албуми
- Das Monster aus dem Schrank (2008)
- Der Tag an dem die Welt unterging (2010)
- Goldkinder (2013)
- Wieder geil! (2015)
- Das Album (2021)

### EP
- Projekt Herz (2015)